# Emma d'Altavilla
Emma di Altavilla o di Sicilia (1063 – 1124) fu una principessa siciliana di origine normanna, prima contessa consorte di Clermont e poi contessa consorte di Montescaglioso.

## Origine
Era figlia del primo conte di Sicilia Ruggero il Normanno (ca. 1031 – 22 giugno 1101) e della prima moglie Giuditta d'Evreux (-1076), figlia del conte Guglielmo d'Évreux e di Hadvise d'Enghien.
Il padre Ruggiero I era figlio di Tancredi d'Altavilla e di Fresenda.

## Biografia
Il monaco benedettino di origine normanna, Goffredo Malaterra conferma che Emma era figlia di Ruggero e Giuditta (filiam eius…Emmam…de prima uxore Judicta); poi sostiene che Ruggero, quando Emma era ancora bambina, si accordò per farla sposare con il re di Francia, Filippo I, promettendo una ricca dote; ma quando, Emma, si recò in Francia per incontrare il fidanzato si scoprì che Filippo si era già sposato con Berta d'Olanda, per cui la dote fu rispedita in Sicilia, mentre suo cognato, il conte di Nîmes e futuro conte di Tolosa e Conte di Tripoli, Raimondo IV di Tolosa, si adoperò per far maritare Emma con il conte di Clermont e futuro Conte d'Alvernia, Guglielmo. Il matrimonio fu celebrato nel 1087 o anche prima.
Invece secondo lo storico francese, Étienne Baluze, il conte di Clarmont che aveva sposato Emma era il conte di Chiaramonte e non il conte d'Alvernia, mentre, secondo le Europäische Stammtafeln, la moglie di Guglielmo era Emma, figlia di Guglielmo d'Evreux, la zia materna di Emma di Altavilla, anche se la cosa è cronologicamente quasi impossibile.
Il matrimonio con Guglielmo VI non durò molto; dopo aver dato due figli a Guglielmo Emma fu ripudiata e, tornata in Sicilia, si sposò in seconde nozze con Rodolfo Maccabeo, conte di Montescaglioso; in una donazione di Rodolfo Maccabeo del maggio 1099 Emma risulta essere già moglie del conte di Montescaglioso. Nelle numerose donazioni fatte da Emma dopo la morte del marito Rodolfo, viene citata come contessa figlia del conte Ruggero (Emma comitisse comitis Rogerii filiæ). L'ultima donazione in cui Emma è citata è datata agosto 1119.
Dopo la morte del marito Rodolfo, Emma aiutò il figlio, Ruggero Maccabeo, nel governo della contea fino a quando suo fratellastro, il conte Ruggero II di Sicilia, invase il territorio, probabilmente dopo la morte del figlio, Ruggero Maccabeo, ultimo conte di Montescaglioso.
Emma probabilmente morì dopo l'agosto 1119 (ultima data in cui viene citata in un documento), e prima o nel 1124 quando il Gran Conte di Sicilia Ruggero II andò a Montescaglioso e si impossessò dell'eredità della defunta sorellastra 
Nel 1133, il fratellastro, divenuto re di Sicilia, fece una donazione in suffragio della sua anima.

## Figli
Emma diede al primo marito, Guglielmo due figli:
- Roberto (? - 1145), che fu il conte d'Alvernia, Roberto III[12]
- Guglielmo (? - 1182), che fu il conte d'Alvernia, Guglielmo VIII[12].

e anche al secondo marito, Rodolfo Maccabeo diede due (forse tre) figli:
- Ruggero (? - 1124), che fu il conte di Montescaglioso, e che secondo i REGII NEAPOLITANI ARCHIVI MONUMENTA (non consultati), fece parecchie donazioni assieme alla madre[13]
- Adelasia di Adernò (circa 1090 – dopo il 1140) andata poi sposa al conte normanno Rinaldo d'Avenel.
- Giuditta, non confermata da alcuna fonte primaria, citata in un documento del Codex Diplomaticus Regni Siciliæ, Series I, Tomus II/1. Rogerius II. Regis Diplomata Latina[13].

## Ascendenza
|                      |                  |                         | Genitori                 |  |  | Nonni |  |  | Bisnonni |  |  | Trisnonni |  |
|                      |                  |                         |                          |  |  |       |  |  | …        |  |  | …         |  |
|                      |                  |                         |                          |  |  |       |  |  | …        |  |  | …         |  |
|                      |                  | …                       |                          |  |  |       |  |  | …        |  |  |           |  |
| Tancredi d'Altavilla |                  |                         |                          |  |  |       |  |  | …        |  |  |           |  |
|                      |                  | …                       | …                        |  |  |       |  |  |          |  |  |           |  |
|                      |                  | …                       | …                        |  |  |       |  |  |          |  |  |           |  |
|                      |                  | …                       | …                        |  |  |       |  |  |          |  |  |           |  |
| Ruggero I di Sicilia |                  | …                       |                          |  |  |       |  |  |          |  |  |           |  |
|                      |                  | Riccardo I di Normandia | Guglielmo I di Normandia |  |  |       |  |  |          |  |  |           |  |
|                      |                  | Riccardo I di Normandia | Guglielmo I di Normandia |  |  |       |  |  |          |  |  |           |  |
|                      |                  | Riccardo I di Normandia | Sprota                   |  |  |       |  |  |          |  |  |           |  |
| Fresenda             |                  | Riccardo I di Normandia |                          |  |  |       |  |  |          |  |  |           |  |
|                      |                  | …                       | …                        |  |  |       |  |  |          |  |  |           |  |
|                      |                  | …                       | …                        |  |  |       |  |  |          |  |  |           |  |
|                      |                  | …                       | …                        |  |  |       |  |  |          |  |  |           |  |
| Emma d'Altavilla     |                  | …                       |                          |  |  |       |  |  |          |  |  |           |  |
|                      | Roberto d'Évreux | …                       |                          |  |  |       |  |  |          |  |  |           |  |
|                      | Roberto d'Évreux | …                       |                          |  |  |       |  |  |          |  |  |           |  |
|                      | Roberto d'Évreux | …                       |                          |  |  |       |  |  |          |  |  |           |  |
| Guglielmo d'Évreux   | Roberto d'Évreux |                         |                          |  |  |       |  |  |          |  |  |           |  |
|                      |                  | Herleva                 | …                        |  |  |       |  |  |          |  |  |           |  |
|                      |                  | Herleva                 | …                        |  |  |       |  |  |          |  |  |           |  |
|                      |                  | Herleva                 | …                        |  |  |       |  |  |          |  |  |           |  |
| Giuditta d'Evreux    |                  | Herleva                 |                          |  |  |       |  |  |          |  |  |           |  |
|                      |                  | Giroie d'Échauffour     | …                        |  |  |       |  |  |          |  |  |           |  |
|                      |                  | Giroie d'Échauffour     | …                        |  |  |       |  |  |          |  |  |           |  |
|                      |                  | Giroie d'Échauffour     | …                        |  |  |       |  |  |          |  |  |           |  |
| Adevisa d'Échauffour |                  | Giroie d'Échauffour     |                          |  |  |       |  |  |          |  |  |           |  |
|                      |                  | Gisla di Bastembourg    | …                        |  |  |       |  |  |          |  |  |           |  |
|                      |                  | Gisla di Bastembourg    | …                        |  |  |       |  |  |          |  |  |           |  |
|                      |                  | Gisla di Bastembourg    | …                        |  |  |       |  |  |          |  |  |           |  |
|                      |                  | Gisla di Bastembourg    |                          |  |  |       |  |  |          |  |  |           |  |

### Fonti primarie
- (LA) De rebus gestis Rogerii Calabriae et Siciliae comitis et Roberti Guiscardi ducis fratris eius (ZIP), su cesn.it. URL consultato il 16 settembre 2013 (archiviato dall'url originale il 9 maggio 2006).

### Letteratura storiografica
- Louis Alphen, La Francia Luigi VI e Luigi VII (1108-1180), in «Storia del mondo medievale», vol. V, 1999, pp. 770–806
- ISTITUTO DI STUDI ATELLANI, REGII NEAPOLITANI ARCHIVI MONUMENTA
- Pierre Aubè, Ruggero II, Ed. Il Giornale, Milano 2002
- (FR)  Baluze, Histoire généalogique de la maison d'Auvergne, tome 1 .